# لوئیس ساگوآر
لوئیس ساگوآر (به انگلیسی: Luis Saguar) (زاده ۶ اکتبر ۱۹۵۷-درگذشته ۸ ژوئیهٔ ۲۰۰۹) بازیگر آمریکایی بود.
از فیلم‌های معروف او می‌توان به بازی در فیلم بی‌عیب اشاره کرد.